# Clarias anguillaris
Clarias anguillaris är en fiskart som först beskrevs av Carl von Linné 1758.  Clarias anguillaris ingår i släktet Clarias och familjen Clariidae. IUCN kategoriserar arten globalt som livskraftig. Inga underarter finns listade i Catalogue of Life.